# 1967 în informatică
- 1966 în informatică — 1967 în informatică — 1968 în informatică

1967 în informatică a însemnat o serie de evenimente noi notabile:

## Vezi și
- Istoria informaticii
- Istoria mașinilor de calcul
- Istoria Internetului